# Tillandsia extensa
Tillandsia extensa es una especie de planta epífita dentro del género  Tillandsia, perteneciente a la  familia de las bromeliáceas.  Es originaria de Perú.

## Taxonomía
Tillandsia extensa fue descrita por Carl Christian Mez y publicado en Repertorium Specierum Novarum Regni Vegetabilis 3: 33. 1906.
Etimología
Tillandsia: nombre genérico que fue nombrado por Carlos Linneo en 1738 en honor al médico y botánico finlandés Dr. Elias Tillandz (originalmente Tillander) (1640-1693).
extensa: epíteto latíno que significa "extensa"